# Miguel Ángel Lozano
Miguel Ángel Lozano Ayala (Sabadell, 16 september 1978), beter bekend als Miguel Ángel, is een Spaans profvoetballer. Hij speelt sinds 2007 als middenvelder bij UD Levante.

## Clubvoetbal
Miguel Ángel begon als voetballer bij CE Sabadell in 1995. In 1996 ging hij spelen voor FC Barcelona C, het derde elftal van FC Barcelona. Van 1997 tot 2000 speelde de middenvelder voor FC Barcelona B. Na zijn vertrek bij FC Barcelona kwam Miguel Ángel via UD Levante (2000-2002) en Málaga CF (2002-2005) in 2005 bij Real Betis. Door een knieblessure die hij opliep in de UEFA Champions League-wedstrijd tegen Chelsea FC miste de Catalaan een deel van het seizoen 2005/2006. In 2007 verliet Miguel Ángel Real Betis om terug te keren naar UD Levante.

### Statistieken
| seizoen    | club               | land   | competitie         | wed. | goals |
| ---------- | ------------------ | ------ | ------------------ | ---- | ----- |
| 1997/98    | FC Barcelona B     | Spanje | Segunda División B | 36   | 6     |
| 1998/99    | FC Barcelona B     | Spanje | Segunda División A | 36   | 5     |
| 1999/00    | FC Barcelona B     | Spanje | Segunda División B | 16   | 4     |
| 1999/00    | UD Levante         | Spanje | Segunda División A | 20   | 0     |
| 2000/01    | UD Levante         | Spanje | Segunda División A | 39   | 1     |
| 2001/02    | UD Levante         | Spanje | Segunda División A | 3    | 1     |
| 2001/02    | Málaga CF          | Spanje | Primera División   | 31   | 1     |
| 2002/03    | Málaga CF          | Spanje | Primera División   | 30   | 0     |
| 2003/04    | Málaga CF          | Spanje | Primera División   | 35   | 3     |
| 2004/05    | Málaga CF          | Spanje | Primera División   | 35   | 3     |
| 2005/06    | Real Betis Sevilla | Spanje | Primera División   | 10   | 0     |
| 2006/07    | Real Betis Sevilla | Spanje | Primera División   | 23   | 0     |
| 2007/08    | UD Levante         | Spanje | Primera División   | 11   | 0     |
| Bijgewerkt | 04-12-2007         |        |                    |      |       |

## Nationaal elftal
Miguel Ángel speelde nog nooit voor het Spaans nationaal elftal. Wel speelde de middenvelder tweemaal in het Catalaans elftal. Zijn debuut maakte Miguel Ángel in mei 2002 tegen Brazilië en zijn tweede en tot nu toe tevens laatste interland speelde hij in mei 2004 tegen eveneens Brazilië.